# Leão Livre
Leão Livre foi um programa de televisão brasileira apresentado por Gilberto Barros (mais conhecido como "Leão") na RecordTV, exibido entre 31 de agosto de 1998 a 26 de novembro de 1999. Substituiu o programa Ratinho Livre, apresentado por Ratinho, que havia ido para o SBT em agosto de 1998.

## História
O programa estreou em 31 de agosto de 1998, com a estreia do Programa do Ratinho (entre 21 até 22h) em 8 de setembro no SBT, o programa passou na terceira posição, porém quando terminava a novela da Rede Globo e o Programa do Ratinho, passava na liderança por quase 2 horas (exceto os eventos de futebol na quarta-feira pelas redes Globo e Bandeirantes).
Em seu primeiro ano de duração, o padrão estabelecido por Ratinho permaneceu: muitas brigas e um viés puxado para o denominado "mundo cão": sua média de audiência era alta, com médias de 15 pontos e picos de 21 pontos, somente depois das 22h. Apesar disso, afugentava os anunciantes.
No final de outubro de 1999, o programa foi reformulado, ganhando um tom mais próximo ao talk show de Jô Soares na época, com plateia, entrevistas e atrações musicais, mas indo ao vivo.
Praticamente um mês após essa reformulação, o programa foi extinto em função da baixa audiência, das críticas e de alegadas reformulações na grade de programas da emissora, dentre elas, o ajuste nos horários da segunda edição do Jornal da Record e do Fala que Eu Te Escuto.